# Opląt

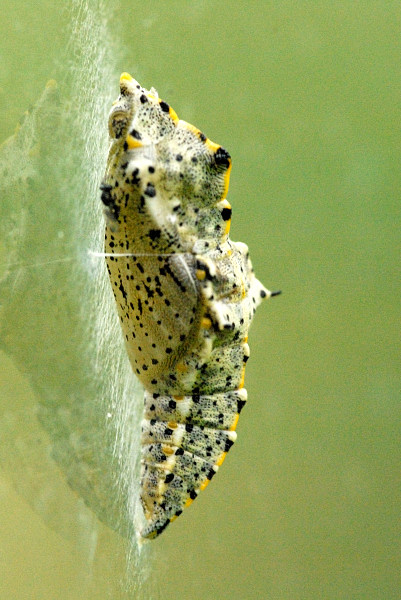
Poczwarka bielinka Pieris brassicae przymocowana do podłoża oplątem (pętla mniej więcej na środku) podtrzymującym ją w odpowiedniej pozycji

Opląt – pętla utworzona z nici przędnej podtrzymująca larwę podczas procesu przepoczwarczania. Opląt pozostaje później na poczwarce, ale u owadów ukrywających poczwarkę w kokonie staje się niewidoczny.